# Fort główny artyleryjski 45 „Zielonki”

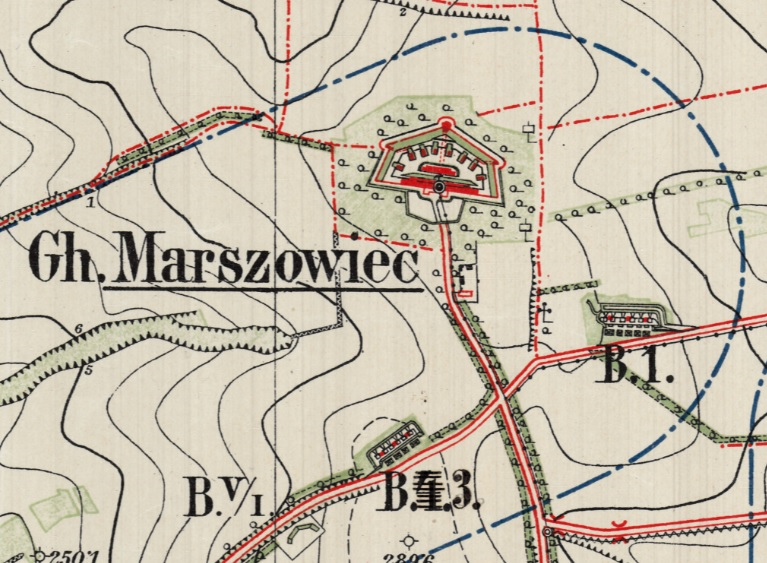
Fragment austro-węgierskiej mapy „FESTUNGS-UNGEBUNGSPLAN VON KRAKAU” z roku 1905, wraz z widocznym na niej fortem nr. 45 „Marszowiec” oraz przyległymi do niego bateriami.

Fort 45 „Zielonki” – jeden z fortów wchodzących w skład Twierdzy Kraków we wsi Zielonki koło Krakowa.

## Historia
Powstał w latach 1884–1886. Fort nie brał bezpośredniego udziału w walkach I wojny światowej, zaś w okresie międzywojennym włączony został do Obozu Warownego Kraków. 
Po wojnie wykorzystywała go Krakowska Spółdzielnia Ogrodniczo-Pszczelarska. Opuszczony został przez spółdzielnię w 1985 r.. Zanim nieruchomość przejęła Gmina Zielonki, w latach 1985–1990 r. popadał w ruinę. Zrabowano m.in. oryginalny pancerny sponson wyrywając go ze ściany koszar, kaponiery pozbawiono pancernych elementów. Częstokroć tego typu działania były podejmowane przez pseudokolekcjonierów i tzw. „miłośników militariów”, w tym również i krakowskich. W 1999 r. przy wsparciu UE powstał tam, dziś już nieistniejący, hotel „Twierdza”. Na adaptację gmina otrzymała dofinansowanie z Unii Europejskiej. Projekt przygotował Witold Sztorc z zespołem. 
Na ścianie jednego z pomieszczeń bojowych członkowie krakowskiego stowarzyszenia C. i K. Regimentu Artylerii Fortecznej Nr 2 Barona Edwarda von Beschi Twierdza Kraków odkryli (przy dokonywaniu prac zabezpieczających pomieszczenie) pod warstwami przemalowań oryginalne rysunki dział wykonane przez żołnierzy austriackich.

## Zespół dzieł obronnych
Trzy baterie artyleryjskie, w tym jedna bateria artylerii ciężkiej FB-V-1 oraz dwie baterie obrony dalekiej B-45-4 (B 45a) i B-45-1 (B 45b). Dodatkowo wsparcie fort otrzymywał od szańców IS-V-1 i IS-V-2. Jednym z dzieł był również schron amunicyjny „Marszowiec”. W pobliskich Witkowicach znajdowała się prochownia (Munitionsmagazin), zbudowana w latach 1882–1886.